# Casa en Calle San Martín (Hermua)
La casa San Martín 1 en el concejo de Hermua del municipio de Barrundia (Álava) es un caserío inscrito en 1994 como bien cultural en la categoría de monumento en el inventario general de patrimonio cultural vasco. 

## Descripción
Es un edificio exento de planta cuadrangular y notables dimensiones. Consta de planta baja, primera y ático bajo cubierta. El tejado es a doble vertiente. Su construcción está aparejada en mampostería enlucida en parte, con presencia de sillería vista en recercos de vanos. Presenta acceso adintelado. Edificio perteneciente a la tipología propia de la arquitectura rural popular, del que es un buen ejemplo.
En el interior del edificio se encuentra un horno singular, ya que su uso no fue propiamente como tal, sino que sirvió de despensa, granero y refugio de gente a su paso hacia Guipúzcoa. Cuenta con una entrada por la puerta del horno y una salida desde la bóveda al pajar del caserío.
Pertenece a la familia Lauzurica Maturana.

## Protección
En 1994 fue inscrito como bien cultural, en la categoría de monumento en el inventario general de patrimonio cultural vasco.